# Misja do Moskwy
Misja do Moskwy (org. Mission to Moscow) – amerykański film propagandowy z 1943 roku w reż. Michaela Curtiza. Ekranizacja wspomnień Josepha E. Daviesa – amerykańskiego ambasadora w ZSRR w latach 1936–1938.

## Opis fabuły
Amerykański prawnik Joseph Davies na propozycję prezydenta Roosevelta udaje się do Związku Radzieckiego w charakterze ambasadora z zadaniem wybadania po czyjej stronie opowie się ZSRR w nadchodzącym konflikcie. Czas spędzony w ZSRR, liczne spotkania zarówno z radzieckimi notablami (w tym z samym Stalinem), jak i zwykłymi ludźmi, uświadamiają mu, że naród radziecki pod kierownictwem komunistycznej partii to żyjący w dobrobycie lud miłujący pokój, a sam ZSRR to jedyny kraj, który dostrzega zagrożenie faszyzmem i dzięki swojemu potencjałowi zdolny jest mu się skutecznie przeciwstawić. Po powrocie do USA Davies staje się zagorzałym rzecznikiem ZSRR i jego ustroju.

## Obsada aktorska
- Walter Huston – ambasador Davies
- Ann Harding – pani Davies
- Oskar Homolka – Litwinow
- George Tobias – Freddie
- Gene Lockhart – Mołotow
- Eleanor Parker – Emlen Davies
- Richard Travis – Paul
- Helmut Dantine – mjr Kamieniew
- Victor Francen – Wyszyński
- Henry Daniell – von Ribbentrop
- Barbara Everest – żona Litwinowa
- Dudley Field Malone – Winston Churchill
- Roman Bohnen – Kriestinski
- Maria Palmer – Tanja Litwinow
- Moroni Olsen – płk Faymonville
- Maurice Schwartz – dr Botkin
- Ernst Hausman – steward na statku
- Vladimir Sokoloff – Kalinin
- John Wengraf – ambasador Grzybowski
- Frank Reicher – gen. von Koestrich
- Edward Van Sloan – niemiecki dyplomata
- Ray Walker – Raymond
- Frieda Inescort – pani Mołotow
- Cyd Charisse – Galina Ulanova
- Lumsden Hare – lord Chilston
- Kurt Katch – gen. Timoszenko
- Manart Kippen – Stalin
- Doris Lloyd – Clementine Churchill
- Konstantin Shayne – Bucharin
- Ivan Triesault – marsz. Tuchaczewski
- Charles Trowbridge – Cordell Hull

i in.

## Produkcja (okoliczności powstania filmu)

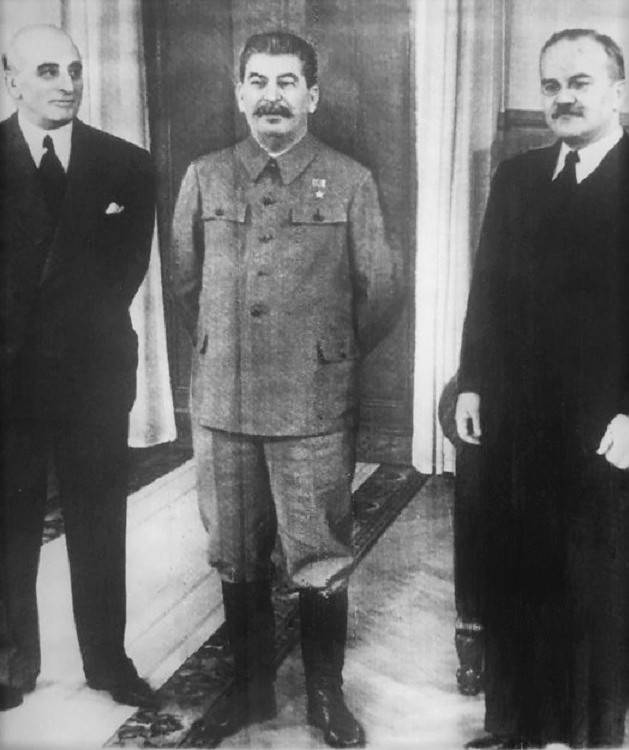
Maj 1943. Joseph Davies, Józef Stalin i Wiaczesław Mołotow – ostatnia wizyta Daviesa w Moskwie w czasie której amerykański dyplomata przekazał kopię filmu Stalinowi

Scenariusz do filmu powstał na podstawie książki Josepha Daviesa wydanej w 1941 roku. Davies był amerykańskim ambasadorem w ZSRR od listopada 1936 do czerwca 1938. Jego książka była czymś w rodzaju kroniki-pamiętnika jego misji. Jej autor nie był zawodowym dyplomatą i o Rosji oraz Związku Radzieckim niewiele wiedział. Przed nominacją wiódł udaną karierę prawnika korporacyjnego. Dzięki przynależności do Partii Demokratycznej, małżeństwu z magnatką przemysłu spożywczego (Marjorie Merriweather Post) oraz przyjaźni z Franklinem Rooseveltem, którego kampanię wyborczą hojnie wspierał, posiadał wpływy i koneksje w Waszyngtonie. To właśnie Roosevelt zaproponował Daviesowi wyjazd do Moskwy. Davies miał m.in. wysondować, po której stronie może się opowiedzieć ZSRR w nadchodzącej wojnie.
Davies rozpoczął swoje urzędowanie parę miesięcy po pierwszym z trzech wielkich, moskiewskich procesów pokazowych – w apogeum stalinowskiego wielkiego terroru. Stalinowska czystka, jaka się wtedy przetaczała przez ZSRR i jego instytucje, objęła przynajmniej 5 proc. społeczeństwa radzieckiego osadzonego w więzieniach i gułagach. Ponad 700 tys. ludzi na rozkaz szefa NKWD Jeżowa zostało skazanych na śmierć. Pomimo to Davies zachwalał radzieckie „laboratorium” społeczne i raportował sekretarzowi stanu, że procesy pokazowe spełniają kryteria uczciwego procesu. Wyroki za „zdradę” – oparte w istocie na zeznaniach wymuszonych torturami i obietnicami darowania życia – opisywał jako w pełni uzasadnione.
Ambasador wrócił z Europy do USA i Roosevelt zaczął go namawiać na spisanie wspomnień – a kiedy już książka się ukazała, złożył podobno właścicielom studia Warner Bros. propozycję, by przenieśli ją na ekran. Sam Roosevelt bardzo interesował się produkcją filmu, w jej trakcie Davies kilkakrotnie zdawał mu relacje w postępach prac nad nim. Amerykański prezydent uznał, że Misja do Moskwy może być środkiem do zacieśnienia więzów między Waszyngtonem a Moskwą, także w kontekście powojennej współpracy w ramach Narodów Zjednoczonych. Potencjał filmu dostrzegli urzędnicy z Biura Informacji Wojennej – rządowej agencji, której zadaniem było wspieranie wysiłku wojennego Stanów Zjednoczonych informacjami i propagandą przeznaczoną zarówno dla kraju, jak i zagranicy. Uznali oni, że dobrze będzie pokazać Amerykanom ludzi radzieckich jako sojuszników. Państwo radzieckie na ekranie miało być więc przyjazne, jego obywatele – bezpieczni, syci i dobrze ubrani, a życie tamtejszego robotnika miało nie różnić się bardzo od losu przeciętnego mieszkańca USA. Biuro żywiło nadzieję, że powstanie „jedna z najbardziej niezwykłych” i korzystnych dla „informacji wojennej” produkcji tej wojny.
W filmie wystąpiło wielu znanych aktorów (w tym kilku ówczesnych lub przyszłych laureatów Oscara). Muzykę skomponował Max Steiner. Reżyserem był Michael Curtiz – twórca legendarnej Casablanki, a scenariusz napisał równie znany Howard Koch. Doradcą technicznym filmu (ang. technical advisor) był Jack Leyda. Był to członek amerykańskiej partii komunistycznej, który lata 1933–1936 spędził w ZSRR. Leyda zaproponował wiele zmian w scenariuszu. W ten sposób, jak pisali po latach polscy recenzenci, scenariusz stał się wręcz filmowym odpowiednikiem „Krótkiego kursu historii WKP (b)”.
Jednak pełną kontrolę nad przedsięwzięciem zachował sam Davies. Na jego uwagi, że odtwórca głównej roli nie jest do niego podobny, w ramach „zadośćuczynienia” pozwolono mu wygłosić panegiryczny wobec ZSRR i jego włodarzy prolog. Jego głos jako narratora operującego dosłownym cytatami z jego książki przewija się przez całą fabułę filmu.

## Odbiór i kontrowersje
Film budził kontrowersje od momentu premiery i budzi je nadal. 8 kwietnia (podaje się również datę 16 kwietnia) 1943 roku w Waszyngtonie odbyła się oficjalna premiera filmu. Obraz miał zarówno pozytywne, jak i negatywne recenzje. The New York Times twierdził, że obraz przyczyni się do lepszego poznania Rosji. „Daily Worker” oznajmił, iż krytycy filmu są „zdominowani przez nazistowską piątą kolumnę”. Time pisał jednak o filmowym miszmaszu „stalinizmu, żurnalizmu, oportunizmu i onanizmu”. Filozof John Dewey (przewodniczący tzw. Komisji Dewey’a, która w 1937 roku badała sprawę rzetelności procesu Lwa Trockiego w ZSRR) na łamach The New York Times ostrzegał przed „pierwszym w naszym kraju przypadku totalitarnej propagandy na użytek masowy”. W maju 1943 krytycy filmu opublikowali list otwarty w którym zarzucali jego twórcom fałszowanie historii, gloryfikację Stalina i jego metod oraz przenoszenie na scenę amerykańską fałszerstw historycznych, charakterystycznych dla propagandy totalitarnej. Krytykowano zwłaszcza sposób ukazania procesów moskiewskich. W czerwcu 1943 roku film stał się przedmiotem publicznej krytyki ze strony Republikańskiego Komitetu Narodowego (RNC).
Wytwórnia Warner Bros. reklamowała film pod hasłem: „Amerykanina podróż do prawdy”. Główny bohater przygląda się industrializacji i patrzy, jak rośnie standard życia człowieka radzieckiego. Jest obserwatorem na procesach pokazowych i bez ogródek wypowiada się o oskarżonych jako o agentach skrycie pracujących na rzecz Niemiec i Japonii. Usprawiedliwia pakt Ribbentrop-Mołotow, a radzieckie inwazje na Polskę i Finlandię przedstawia jako akty samoobrony. O aresztowaniach, masowym terrorze, torturach, Gułagu, egzekucjach – nie ma w nim ani słowa. W tym samym czasie pani Davies przechadza się po moskiewskich perfumeriach.
Chociaż książka Daviesa, intensywnie promowana, była bestselerem (sprzedano ponad 700 tys. egzemplarzy i została przetłumaczona na 13 języków), sam film jednak okazał się być finansową klapą. Była to produkcja trzykrotnie droższa niż słynna Casablanca, a przyniosła 300 tys. dolarów straty.
W maju 1943 roku film obejrzał Stalin. Kopię filmu dostarczył mu osobiście Davies, wraz z tajnym listem od Roosevelta, który nalegał w nim na spotkanie z radzieckim dyktatorem. Niedługo później Misja do Moskwy stała się pierwszą amerykańską produkcją, którą dopuszczono na ekrany kin w ZSRR. Był jednym z najpopularniejszych filmów roku 1943 w Związku Radzieckim.
Jeden z producentów – Robert Buckner przyznawał po latach, że film był „doraźnym łgarstwem”, co do którego wszyscy byli świadomi, że przeinacza rzeczywistość dla potrzeb wojennej propagandy.
Z początkiem „zimnej wojny” i zmianą nastrojów w USA wobec ZSRR, Misja do Moskwy stała się filmem niepożądanym. Jego kopie były po cichu wycofywane z obiegu, a obraz stał się przedmiotem zainteresowania kongresowej Komisji ds. Działalności Antyamerykańskiej (HCUA). W październiku 1947 roku Jack Warner był przed nią przesłuchiwany na okoliczność powstania filmu. Amerykańska telewizja pokazała film dopiero w latach 70. – i to jako część serii z produkcjami propagandowymi.
Według historyka kina Roberta Osborne’a, Misja do Moskwy oddawała realia życia w Związku Radzieckim tak „wiernie”, że ówcześni władcy Kremla musieli się pokładać ze śmiechu, podczas jej oglądania. Jak zauważył słynny kompozytor Dmitrij Szostakowicz, „gdyby film tak oburzająco kłamliwy firmowała radziecka propaganda, nikt na Zachodzie by weń nie uwierzył”. Norman Davies pisał (podkreślając, że z Josephem E. Daviesem żadne więzy rodzinne go nie łączą) o „zapierającej dech w piersiach głupocie” ambasadora Daviesa.